# Amaloxenops vianai
Espèce
Amaloxenops vianai est une espèce d'araignées aranéomorphes de la famille des Hahniidae.

## Distribution
Cette espèce est endémique d'Argentine.

## Publication originale
- Schiapelli & Gerschman, 1958 : Arañas argentinas III. Arañas de Misiones. Revista del Museo Argentino de Ciencias Naturales Bernardino Rivadavia, vol. 3, p. 187-231.